# 小樽運河

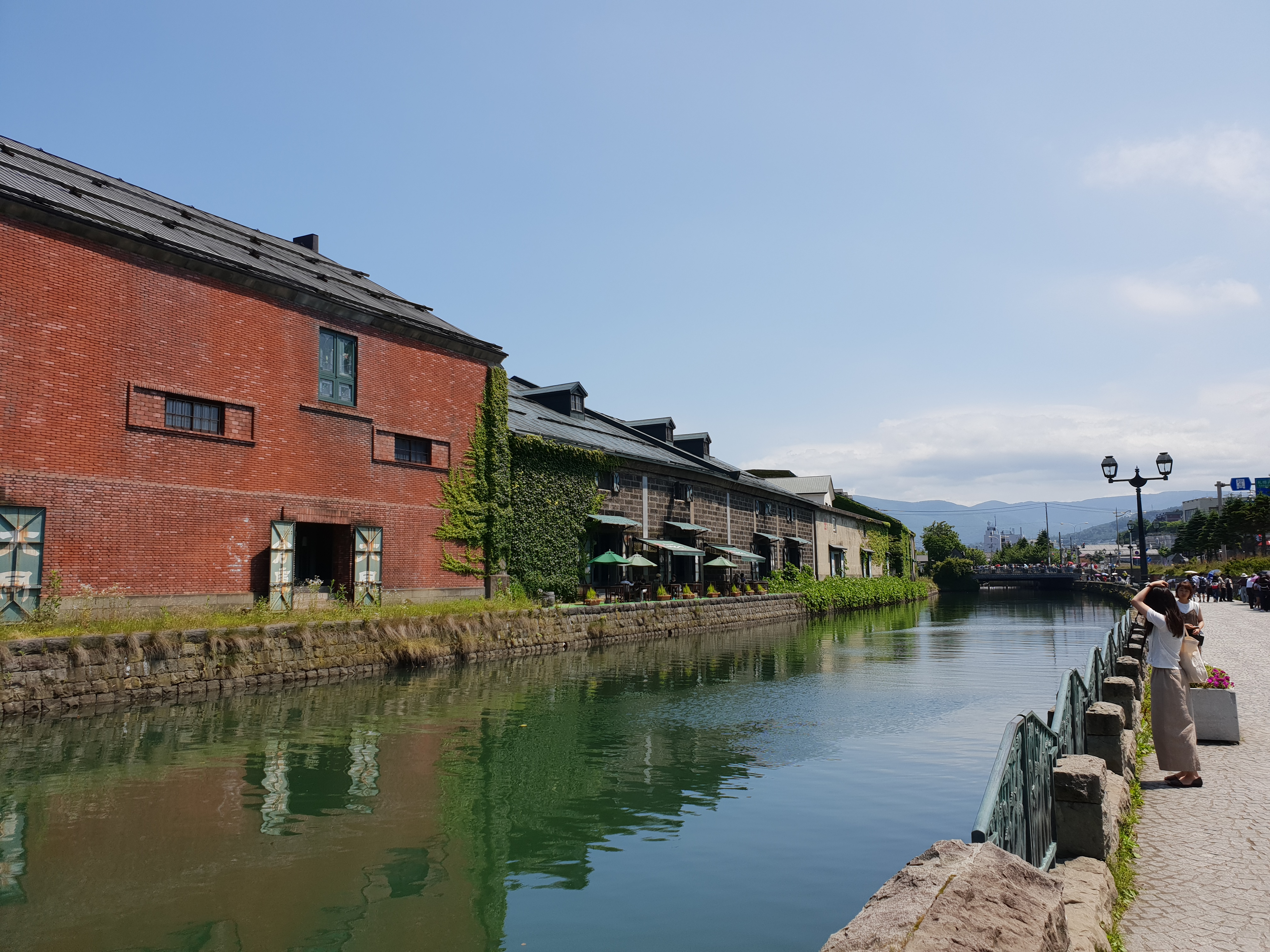
小樽運河

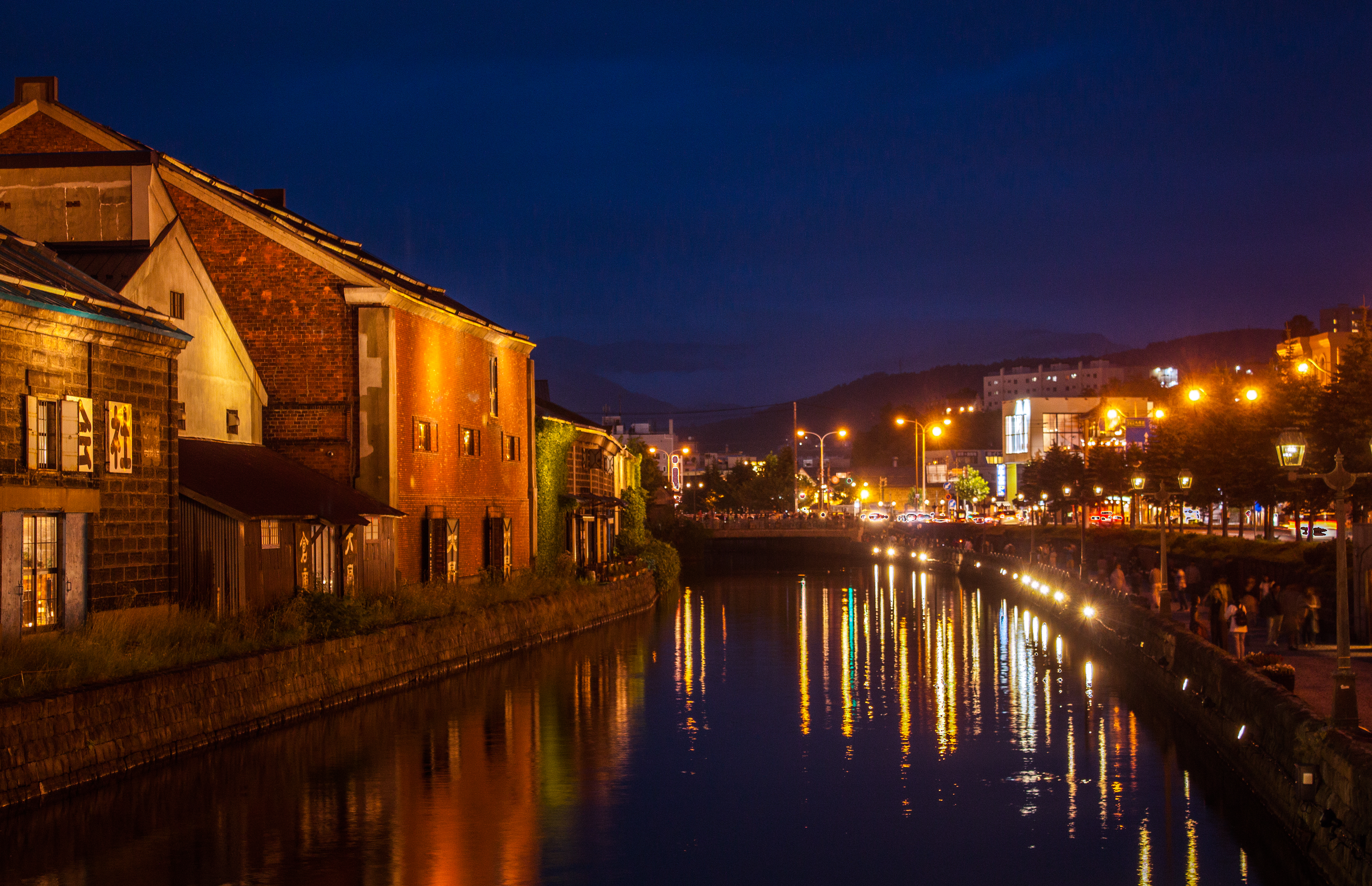
小樽运河的夜景

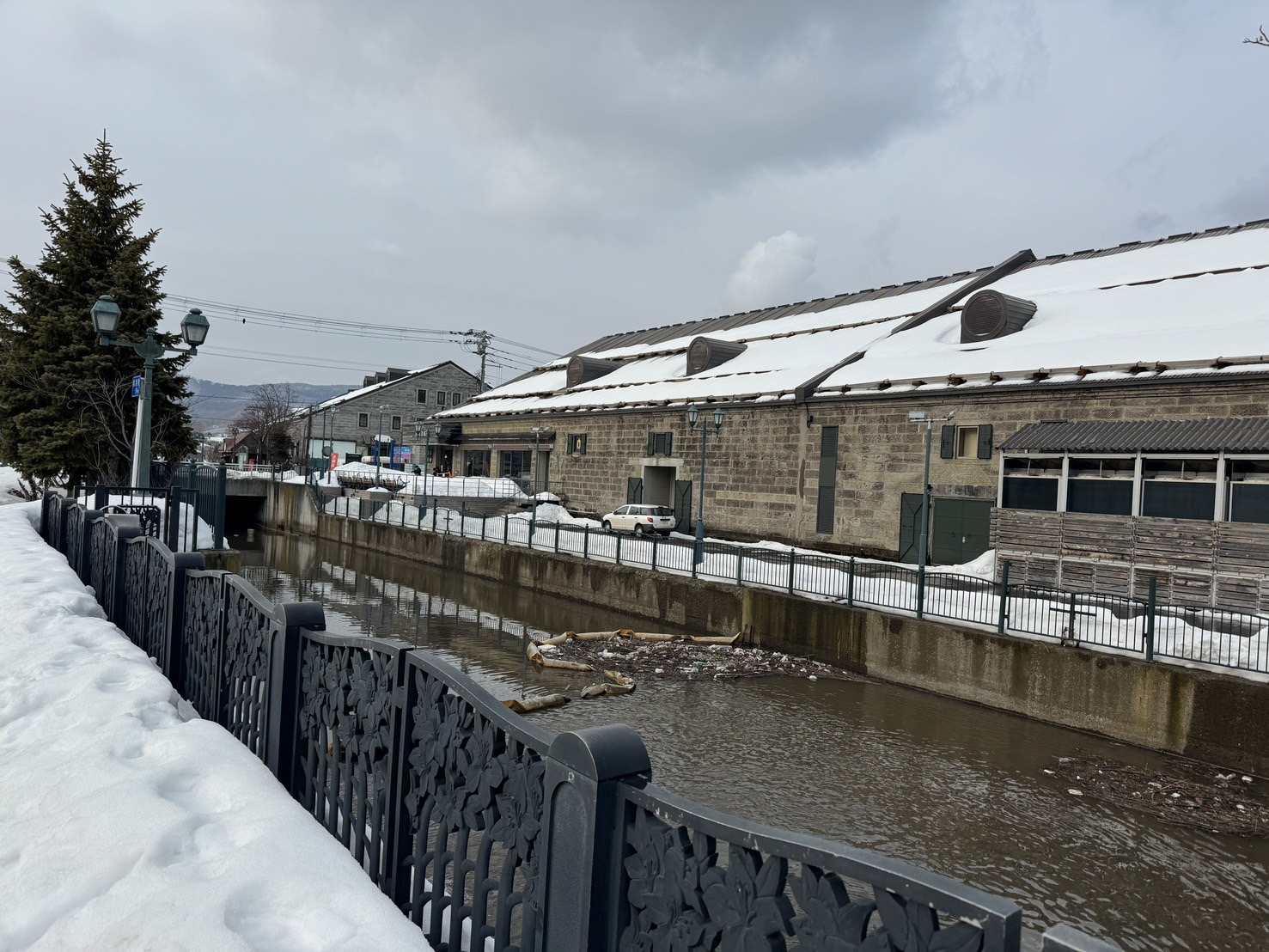
小樽運河的雪景

小樽運河是日本北海道小樽市的一處地標。1914年動工，1923年開通。運河沿岸排列著一排紅磚倉庫，是小樽市作作為日本北海道金融、經濟中心的象徵，甚至被人稱爲“北方的華爾街”昔日運河裏曾擁擠著無數裝卸貨物的舢板。後來由於戰爭令工業倒退，喪失了運河的功用，因此有一半長度的運河被填平作馬路使用。如今這些倉庫建築都改成了玻璃工藝品商店、茶館、餐廳和大型商鋪，河道上還運行有遊船，成為了一處旅遊聖地。